# Jiro Kamiharako
Jiro Kamiharako est un sauteur à ski japonais, né le 19 mars 1966.

## Palmarès

### Jeux olympiques d'hiver
| Épreuve / Édition | Albertville 1992 |
| Petit Tremplin    | 28e              |
| Grand Tremplin    | 25e              |
| Par équipes       | 4e               |

### Championnats du monde de vol à ski
| Épreuve / Édition | Harrachov 1992 |
| Individuel        | 35e            |

### Coupe du monde de saut à ski
- Meilleur résultat: 16e.